# Kjartan Sveinsson

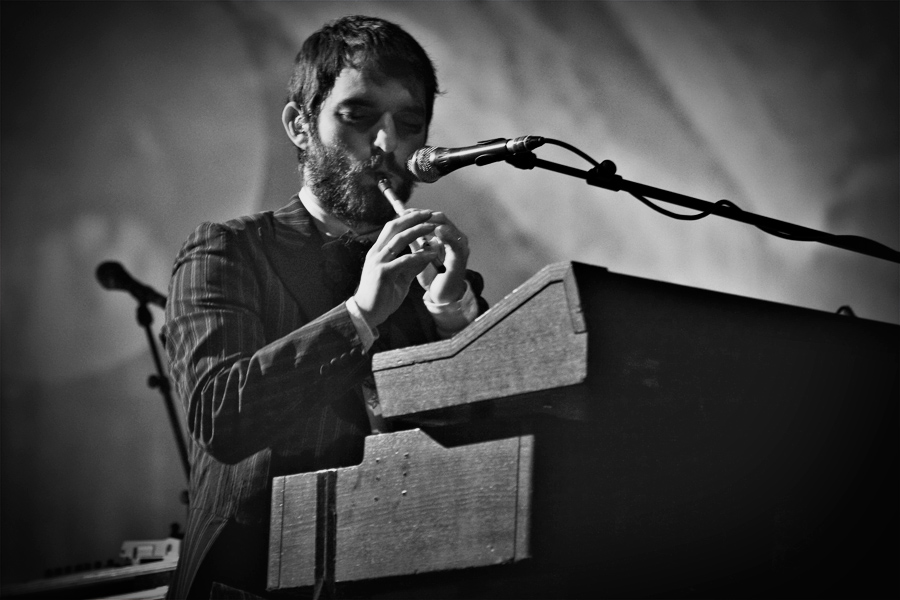
Kjartan Sveinsson

Kjartan "Kjarri" Sveinsson (ur. 2 stycznia 1978) – muzyk, były członek islandzkiej grupy post-rockowej Sigur Rós. Jako multiinstrumentalista, oprócz gry na instrumentach klawiszowych, tworzy także muzykę na takich instrumentach, jak flet, flażolet irlandzki, obój, gitara, a nawet banjo, jak też na wielu nietypowych instrumentach, które stały się częścią muzyki tworzonej przez Sigur Rós.
Kjartan występował również pod pseudonimem Samotny Podróżnik (ang. The Lonesome Traveller) wraz z kolegą z zespołu Sigur Rós, Orri Páll Dýrasonem, oraz skrzypaczką Marią Huld Markan Sigfúsdóttir, z którą ożenił się w 2001 roku.